# Босненско кралство
Босненското кралство (на босненски: Босанско краљевство) държава, съществувала на Балканите през XIV-XV век.
Началото му е поставено през 1377 година, когато Твръдко I, владетел на Босненската бановина, се обявява за крал. Действително, макар и номинално васално владение на Унгария, Босна е била фактически независима държава. При управлението на Твръдко I средновековна Босна достига най-голямото си териториално разширение, обхващайки значителна част от днешна Босна и Херцеговина и съседни области от Хърватия, Черна гора и Сърбия. При наследниците му държавата постепенно отслабва, но остава самостоятелна до 1463 година, когато е присъединена към Османската империя и става основа на Босненския санджак.

## Крале
- Твърдко I (1377 – 1391)
- Стефан Дабиша (1391 – 1395)
- Елена Груба (1395 – 1398)
- Остоя Котроманич (1398 – 1404 и 1409 – 1418)
- Твърдко II (1404 – 1409 и 1421 – 1433)
- Стефан Остоич (1418 – 1420)
  - Радивой Остоич (1432 – 1435)
- Стефан Томаш (1443 – 1461)
- Стефан Томашевич (1461 – 1463)